# Sugar EP.
Sugar EP. è il terzo EP di Tash Sultana, cantante e polistrumentista di nazionalità australiana, pubblicato il 18 agosto 2023 dalla Lonely Records. 

## Tracce
Testi e musiche di Tash Sultana, eccetto dove indicato.
1. James Dean – 4:25
2. New York – 6:09
3. You People Freak Me Out – 4:14
4. Bitter Lovers (feat. BJ the Chicago Kid) – 4:12 (testo: Bryan James Sledge, Larrance Dopson, Tash Sultana – musica: Bryan James Sledge, Khirye Tyler, Larrance Dopson, Tash Sultana)
5. 1975 – 7:17
6. Dove – 6:09